# Zmarli w maju 2011

## Maj 2011
- 31 maja
  - Jan Szafrański, polski przyrodnik, wieloletni dyrektor Magurskiego Parku Narodowego[1]
  - Pauline Betz, amerykańska tenisistka[2]
  - Janusz Ludka, polski lekkoatleta (skoczek w dal i sprinter) i trener lekkoatletyczny[3]
  - Jerzy Narbutt, polski prozaik i poeta[4]
  - Andrzej Sobczak, polski artysta kabaretowy, autor tekstów piosenek[5]
- 30 maja
  - Rickard Bruch, szwedzki lekkoatleta, dyskobol, medalista olimpijski[6]
  - Marek Siemek, polski filozof, profesor Uniwersytetu Warszawskiego[7]
  - Clarice Taylor, amerykańska aktorka[8]
  - Rosalyn Yalow, amerykańska fizyk, laureatka Nagrody Nobla[9]
- 29 maja
  - Siergiej Bagapsz, abchaski polityk, prezydent i premier Abchazji[10]
  - Jan Hawrylewicz, polski działacz polityczny i sportowy, prezes Narodowego Funduszu Ochrony Środowiska i Gospodarki Wodnej[11]
  - Ferenc Mádl, węgierski polityk, prezydent Węgier[12]
  - Bill Roycroft, australijski jeździec sportowy, mistrz olimpijski[13]
  - Krystyna Skuszanka, polska reżyser teatralna, dyrektor teatrów[14]
  - Barbara Wronowska, polska aktorka[15]
- 28 maja
  - Romuald Klim, białoruski lekkoatleta, młociarz, mistrz olimpijski, mistrz Europy[16]
- 27 maja
  - Janet Brown, brytyjska aktorka[17]
  - Andrzej Budzanowski, polski fizyk jądrowy[18]
  - Jeff Conaway, amerykański aktor[19]
  - Małgorzata Dydek, polska koszykarka[20]
  - Hee Wan Lee, południowokoreański trener siatkarski, selekcjoner niemieckiej reprezentacji siatkarek[21]
  - Andrzej Jastrzębski, polski edytor[22]
  - Jacek Puchała, polski profesor, lekarz, chirurg[23]
  - Gil Scott-Heron, amerykański poeta, muzyk, piosenkarz, pionier hip-hopu[24]
- 26 maja
  - Józef Stolarz, polski gitarzysta i kontrabasista jazzowy[25]
  - Halina Piekarek-Jankowska, polski samorządowiec, rektor Państwowej Wyższej Szkoły Zawodowej w Elblągu[26]
- 25 maja
  - Leonora Carrington, brytyjska pisarka, malarka[27]
  - Anna Harnwolf-Wilczyńska, polski chemik, wykładowca akademicki[28]
  - Terry Jenner, australijski krykiecista[29]
  - Ronald Naar, holenderski himalaista[30]
  - Marek Nawara, polski polityk, samorządowiec, marszałek województwa małopolskiego[31]
  - Miroslav Opsenica, serbski piłkarz[32]
  - Edward Żentara, polski aktor[33]
- 24 maja
  - Jerzy Maryniak, polski specjalista z dziedziny mechaniki, lotnictwa i uzbrojenia[34]
- 23 maja
  - Michele Fawdon, australijska aktorka[35]
  - Peter Frelinghuysen, amerykański polityk[36]
  - Marian Jantura – polski inżynier budownictwa i działacz państwowy, wicewojewoda kielecki (1987–1990)[37]
  - Karel Otčenášek, czeski duchowny katolicki, arcybiskup kralowohradecki[38]
  - Xavier Tondó, hiszpański kolarz szosowy[39]
- 22 maja
  - Matej Ferjan, słoweński żużlowiec[40]
  - Jan Spaczyński, polski architekt, odznaczony krzyżem Virtuti Militari[41]
- 21 maja
  - Bill Hunter, australijski aktor[42]
- 20 maja
  - Jerzy Breitkopf, polski polityk, prawnik[43]
  - Barbara Cudnikowa, polska dziennikarka i radiowiec[44]
  - Randy Savage, amerykański wrestler[45]
- 19 maja
  - Garret FitzGerald, irlandzki polityk, premier[46]
- 18 maja
  - Włada Majewska, polska dziennikarka radiowa, aktorka, pieśniarka, działaczka emigracyjna[47]
  - Guy Razanamasy, malgaski polityk i farmaceuta, premier Madagaskaru (1991–1993)[48]
- 17 maja
  - Wojciech Barański, polski inżynier, wykładowca akademicki, prorektor Politechniki Łódzkiej[49]
  - Eugeniusz Garbacik, polski ekonomista, prorektor WSE w Krakowie[50]
  - Magdalena Jesionowska, polski wojskowy, dowódca specjalnego oddziału kobiecego w Batalionie Kadeckim "Kosynierów", córka Eugeniusza Guttmejera[51]
  - Ewa Szumańska, polska pisarka, satyryk, autorka słuchowisk radiowych[52]
- 16 maja
  - Douglas Blubaugh, amerykański zapaśnik, mistrz olimpijski[53]
  - Michał Chęciński, oficer PRL-owskiego kontrwywiadu wojskowego[54]
  - Serghei Covaliov, rumuński kajakarz, kanadyjkarz, dwukrotny medalista olimpijski[55]
  - Edward Hardwicke, angielski aktor[56]
  - Olgierd Kossowski, polski lekarz, neurolog, psychiatra, pisarz, karykaturzysta[57]
  - Janina Prot-Wald, polska neurolog i pisarka[58]
- 15 maja
  - Krystyna Dmochowska, polska aktorka[59]
  - Pete Lovely, amerykański kierowca wyścigowy[60]
  - Wiesław Malicki, polski poeta, dziennikarz i aforysta[61]
  - Samuel Wanjiru, kenijski lekkoatleta, maratończyk, mistrz olimpijski[62]
- 14 maja
  - Teuvo Laukkanen, fiński biegacz narciarski, srebrny medalista olimpijski[63]
  - Ignacy Marian Ziembicki, polski duchowny rzymskokatolicki, infułat, Pronotariusz Apostolski[64]
- 13 maja
  - Derek Boogaard, kanadyjski hokeista[65]
  - Wiktor Sadowicz, polski adwokat, działacz sportowy, wiceprezes PZHL[66]
- 12 maja
  - Barbara Król-Kaczorowska, polski historyk teatru[67]
  - Tadeusz Żuk, polski inżynier, wykładowca akademicki, autor podręczników[68]
  - Piotr Żyżelewicz, polski perkusista, członek zespołów Armia, Izrael, Voo Voo i 2Tm2,3[69]
- 11 maja
  - Paweł Cieślar, polski dyplomata, ambasador PRL w Szwecji, Indonezji i Singapurze[70]
  - Maurice Goldhaber, amerykański fizyk, laureat Nagrody Wolfa[71]
  - Jerzy Lewandowski, polski prawnik, profesor, wykładowca akademicki[72]
- 10 maja
  - Edmund Kaczmarek, polski dyplomata, konsul generalny RP w Kantonie[73]
- 9 maja
  - Dolores Fuller, amerykańska aktorka[74]
  - Lidia Gueiler Tejada, boliwijska polityk, prezydent Boliwii w latach 1979-80[75]
  - Ivo Pešák, czeski tancerz i pieśniarz, członek zespołu Banjo Band, słynny "Jožin z bažin"[76]
  - Shailendra Kumar Upadhyaya, nepalski polityk, minister spraw zagranicznych[77]
  - Wouter Weylandt, belgijski kolarz[78]
- 8 maja
  - Lionel Rose, australijski bokser[79]
- 7 maja
  - Seve Ballesteros, hiszpański golfista[80]
  - Willard Boyle, kanadyjski fizyk, laureat Nagrody Nobla[81]
  - Tadeusz Kuchniewski, polski lekkoatleta (długodystansowiec)[3]
  - Jerzy Skoracki, polski lekarz i samorządowiec, starosta kościański (1999–2002)[82]
  - John Walker, amerykański muzyk, założyciel grupy The Walker Brothers[83]
- 6 maja
  - Lucjan Broniewicz, polski historyk, organizator i wieloletni dyrektor toruńskiego Planetarium im. Władysława Dziewulskiego[84]
  - Jan Tomasz Hołowiński, polski ekonomista[85]
- 5 maja
  - Claude Choules, brytyjski wojskowy, przedostatni znany weteran I wojny światowej[86]
  - Jadwiga Gawrońska, polska działaczka kombatancka i społeczności żydowskiej[87]
  - Elvis Gordon, brytyjski judoka[88]
  - Tadeusz Musialik, polski działacz państwowy, wicewojewoda opolski (1979–1981)[89]
  - Arthur Laurents, amerykański scenarzysta[90]
  - Dana Wynter, amerykańska aktorka[91]
- 3 maja
  - Paul Ackerley, nowozelandzki hokeista na trawie, mistrz olimpijski[92]
  - Jackie Cooper, amerykański aktor[93]
  - Daniel Josse, belgijski samorządowiec, malarz i nauczyciel, sekretarz Ecolo (1994–1997)[94]
  - Piotr Lenczewski, polski duchowny prawosławny, kanclerz Prawosławnego Ordynariatu Wojska Polskiego[95]
  - Ludwig Mehlhorn, niemiecki matematyk i opozycjonista okresu NRD[96]
  - Jerzy Szapiro, polski neurochirurg[97]
- 2 maja
  - Osama bin Laden, saudyjski milioner, terrorysta, założyciel i przywódca Al-Kaidy[98]
- 1 maja
  - Henry Cooper, brytyjski bokser[99]
  - Agustín García-Gasco Vicente, hiszpański duchowny katolicki, arcybiskup Walencji, kardynał[100]
  - Walter Maślankiewicz, polski artysta baletu[101]
  - Henryk Ostach, polski duchowny rzymskokatolicki, prezes Polskiego Związku Pszczelarskiego[102]
  - Iwan Sławkow, bułgarski piłkarz wodny, działacz sportowy i polityczny, członek MKOl-u[103]

- data dzienna nieznana
  - Pierre Bernard, francuski polityk i nauczyciel, eurodeputowany I kadencji (1983–1984)[104]